# 西下駅
西下駅（にししたえき）は、岩手県陸前高田市小友町にある、東日本旅客鉄道（JR東日本）大船渡線BRT（バス高速輸送システム）のバス停留所である。
大船渡線BRTの運行開始後に新設された。

## 歴史
陸前高田市の平成30年度第1回地域公共交通会議にて、小友地区などからの要望を踏まえ、当駅の設置を要望することが決定された。JR東日本は会議の構成員であり、駅の構造について「バスポールの設置を考えている」旨の回答を行っている。

### 年表
- 2018年（平成30年）
  - 7月3日：陸前高田市の地域公共交通会議で、当駅の設置を要望することを決定。開業予定は2019年春と見込まれた[1]。
  - 10月31日：JR東日本が当駅の設置を発表[2]
- 2019年（平成31年）3月16日：開業[3]。

## 駅構造
一般道走行区間の途中に位置するストレート型の停留所で、岩手県道38号上にバスポールのみ設置されている。
岩手県交通「三日市」停留所と同一地点に設置されたが、三日市停留所は経由する路線の廃止に伴い、2022年（令和4年）末に廃止となっている。現在は碁石観光の運行する陸前高田市内路線バス「広田線・広田半島線」が同地点に「西下団地前」停留所を設置している。

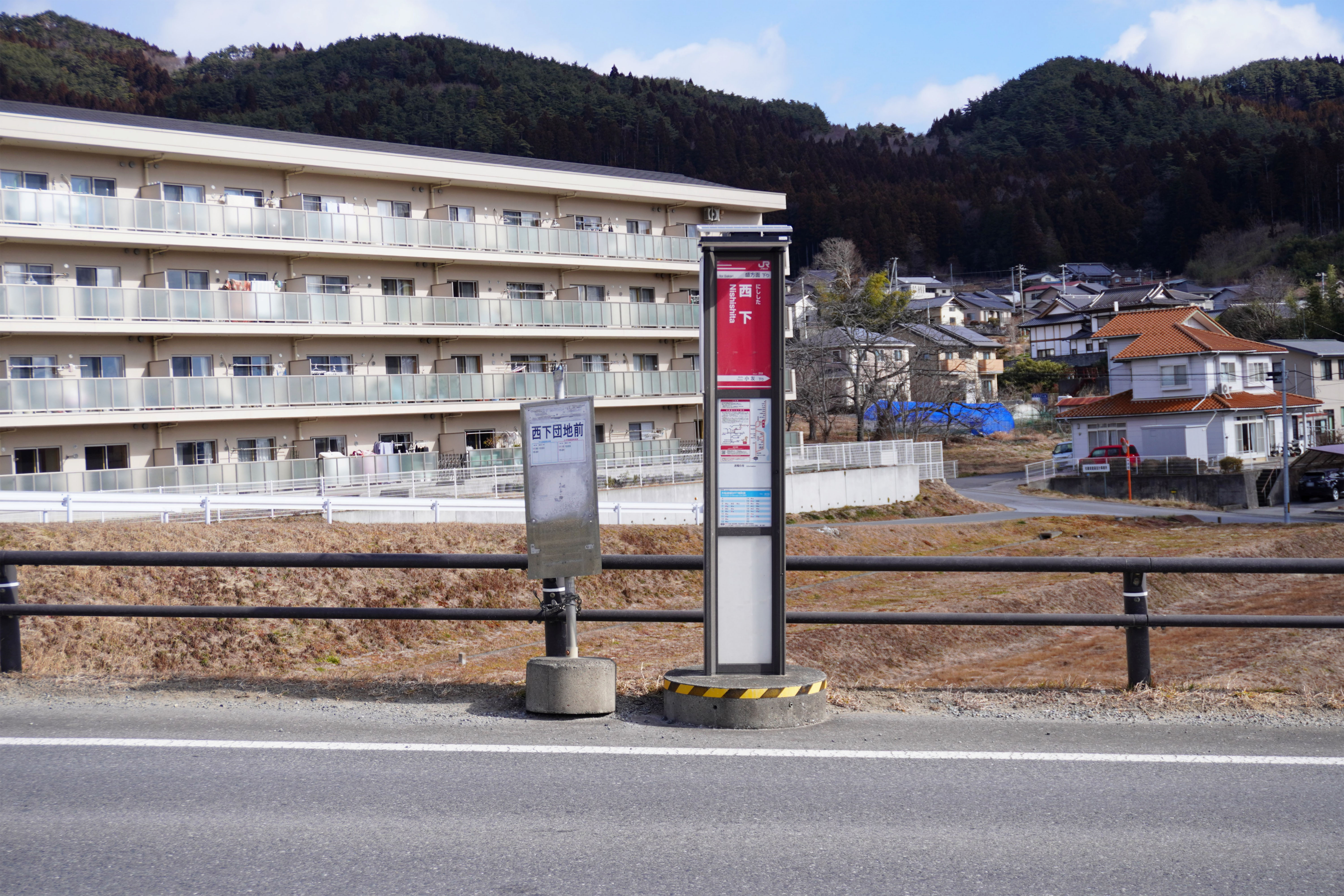
盛方面のりば（2024年2月）

## 利用状況
JR東日本によると、2023年度（令和5年度）の1日平均乗車人員は6人である。
開業後の推移は以下のとおりである。
| 乗車人員推移       | 乗車人員推移     | 乗車人員推移   |
| 年度               | 1日平均 乗車人員 | 出典           |
| ------------------ | ---------------- | -------------- |
| 2018年（平成30年） | 6                | [ 利用客数 2 ] |
| 2019年（令和元年） | 8                | [ 利用客数 3 ] |
| 2020年（令和02年） | 10               | [ 利用客数 4 ] |
| 2021年（令和03年） | 9                | [ 利用客数 5 ] |
| 2022年（令和04年） | 6                | [ 利用客数 6 ] |
| 2023年（令和05年） | 6                | [ 利用客数 1 ] |

## 駅周辺
災害公営住宅の西下団地が隣接している。
- 岩手県道38号
- 陸前小友郵便局

## 隣の停留所
東日本旅客鉄道（JR東日本）
■大船渡線BRT
□快速・■普通
脇ノ沢駅 - 西下駅 - 小友駅

### 記事本文
1. 1 2  「小友に「西下駅」設置要望へ、BRTの新駅 地域公共交通会議で決定／陸前高田」『東海新報』2018年7月5日。2022年3月8日閲覧。
2. ↑  「大船渡線BRT「唐桑大沢駅」「西下駅」設置について (PDF)」（プレスリリース）、東日本旅客鉄道盛岡支社、2018年10月31日。2021年8月2日時点のオリジナル (PDF)よりアーカイブ。2022年3月8日閲覧。。
3. ↑  「BRTのダイヤ改正について (PDF)」（プレスリリース）、東日本旅客鉄道盛岡支社／東日本旅客鉄道仙台支社、2019年2月14日。2022年3月8日閲覧。
4. ↑  「「細浦経由高田線」路線廃止のお知らせ」岩手県交通。2023年1月9日時点のオリジナルよりアーカイブ。2023年1月10日閲覧。

### 利用状況
1. 1 2  「BRT駅別乗車人員（2023年度）| 企業サイト：JR東日本」東日本旅客鉄道。2025年6月24日閲覧。
2. ↑  「BRT駅別乗車人員（2018年度）：JR東日本」東日本旅客鉄道。2025年6月24日閲覧。
3. ↑  「BRT駅別乗車人員（2019年度）：JR東日本」東日本旅客鉄道。2025年6月24日閲覧。
4. ↑  「BRT駅別乗車人員（2020年度）| 企業サイト：JR東日本」東日本旅客鉄道。2025年6月24日閲覧。
5. ↑  「BRT駅別乗車人員（2021年度）| 企業サイト：JR東日本」東日本旅客鉄道。2025年6月24日閲覧。
6. ↑  「BRT駅別乗車人員（2022年度）| 企業サイト：JR東日本」東日本旅客鉄道。2025年6月24日閲覧。